# Cléon
Cléon – miejscowość i gmina we Francji, w regionie Normandia, w departamencie Sekwana Nadmorska. Przez miejscowość przepływa Sekwana. 
Według danych na rok 1990 gminę zamieszkiwało 5870 osób, a gęstość zaludnienia wynosiła 907 osób/km² (wśród 1421 gmin Górnej Normandii Cléon plasuje się na 48. miejscu pod względem liczby ludności, natomiast pod względem powierzchni na miejscu 572.).
W Cléon umiejscowiona jest kluczowa dla aliansu Renault-Nissan fabryka skrzyń biegów i silników.